# 2008년 하계 올림픽 유도 여자 70kg급

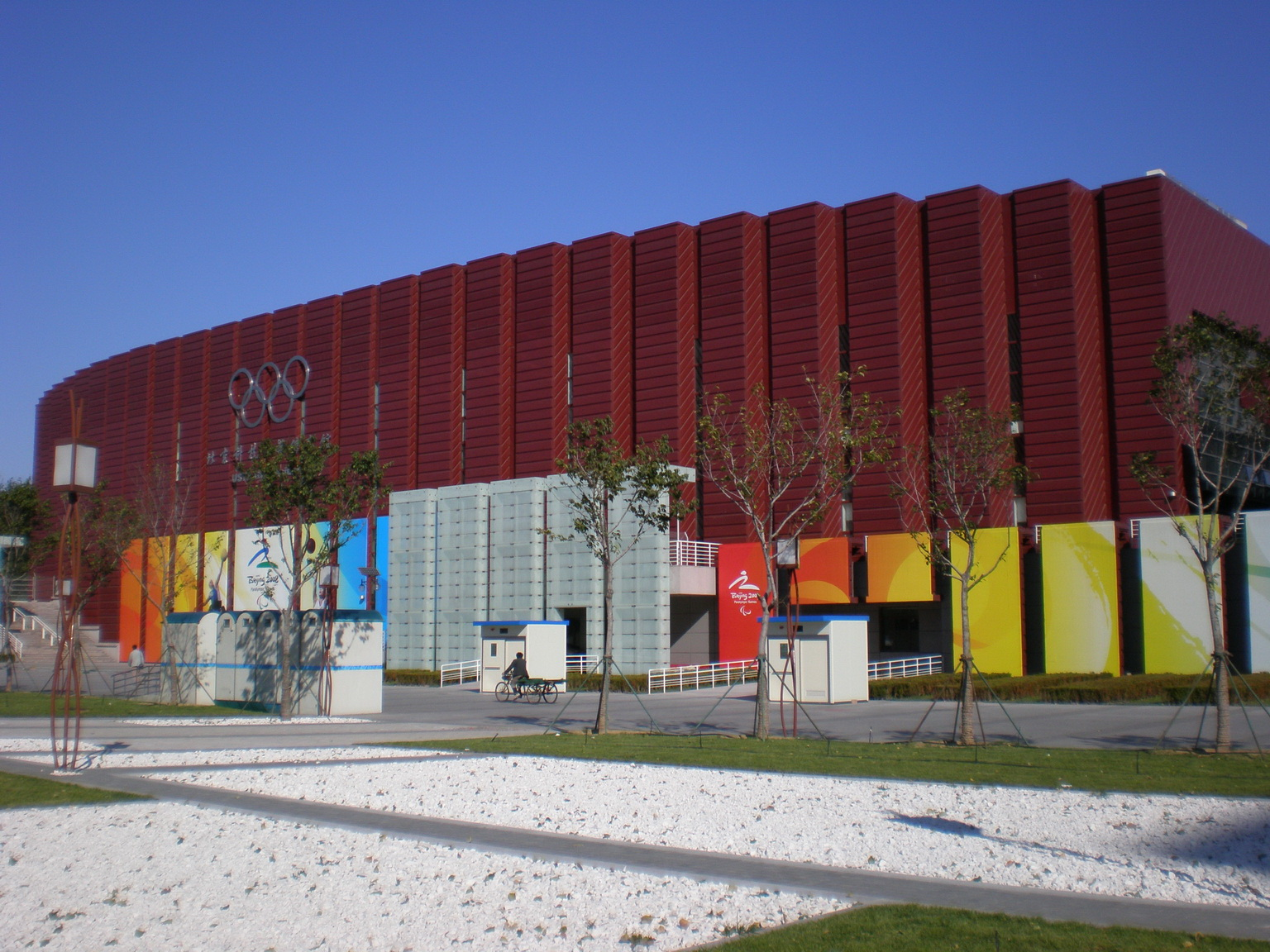
베이징 과학기술대학 체육관

2008년 하계 올림픽 유도 여자 70kg급 경기는 2008년 8월 13일에 베이징 과학기술대학 체육관에서 열렸다.

## 참가 선수
| 조 | 선수                | 국가           |
| -- | ------------------- | -------------- |
| 1  | 메사로슈 아네트     | 헝가리         |
| 1  | 율리야 쿠지나       | 러시아         |
| 1  | 왕 쥐안             | 중화인민공화국 |
| 1  | 박가연              | 대한민국       |
| 1  | 우에노 마사에       | 일본           |
| 1  | 라치다 쿠에르다네   | 알제리         |
| 1  | 에디트 보슈         | 네덜란드       |
| 1  | 시실리아 나시가     | 피지           |
| 1  | 론다 라우시         | 미국           |
| 1  | 나시바 수르키에바   | 투르크메니스탄 |
| 1  | 카타르지나 필로치크 | 폴란드         |
| 2  | 유리 알베아르       | 콜롬비아       |
| 2  | 자나르 잔주노바     | 카자흐스탄     |
| 2  | 아나이시 에르난데스 | 쿠바           |
| 2  | 일레니아 스카핀     | 이탈리아       |
| 2  | 카테린 자크         | 벨기에         |
| 2  | 마이라 아구이아르   | 브라질         |
| 2  | 레이레 이글레시아스 | 스페인         |
| 2  | 제브리즈 에만       | 프랑스         |
| 2  | 기셀레 멘디         | 세네갈         |
| 2  | 아네트 뵈흠         | 독일           |
| 2  | 나탈리야 스말       | 우크라이나     |